# Санта-Мария-делла-Проввиденца-а-Монтеверде (титулярная церковь)
Титулярная церковь Санта-Мария-делла-Проввиденца-а-Монтеверде — титулярная церковь была создана Папой Павлом VI 29 апреля 1969 года. Титулярная церковь впервые получила кардинала-священника в 1973 году. Титул принадлежит церкви Санта-Мария-делла-Проввиденца-а-Монтеверде, расположенной в квартале Рима Джаниколенсе, на виа Донна Олимпия.

## Список кардиналов-священников титулярной церкви Санта-Мария-делла-Проввиденца-а-Монтеверде
- Луис Апонте Мартинес (5 марта 1973 — 9 апреля 2012, до смерти);
- Орани Жуан Темпеста, O.Cist., (22 февраля 2014 — по настоящее время).